# Перестановочный многогранник

Перестановочный многогранник порядка 4

Перестановочный многогранник (или пермутоэдр) порядка {\displaystyle n} — это ({\displaystyle n-1})-мерный выпуклый многогранник, вложенный в {\displaystyle n}-мерное евклидово пространство, который является выпуклой оболочкой {\displaystyle n!} точек, получающихся перестановками координат вектора {\displaystyle (1,2,3,\ldots ,n)}.

## История
Согласно Гюнтеру Циглеру, перестановочный многогранник впервые появляется в работах Шутэ в 1911 году. 
Сам термин «перестановочный многогранник» (точнее, его французский вариант «permutoèdre») впервые появился в статье Гуибуда (G.-T.Guibaud) и Розенштэхл, Пьер в 1963 году. 
Предлагая его, авторы писали, что «permutoèdre» выглядит варварски, но легко запоминается и что они оставляют использование этого термина на усмотрение читателя.
Близким понятием является многогранник Биркгофа, определяемый как выпуклая оболочка матриц перестановок. 
В более общей ситуации Боуман (V.-J.Bowman) в 1972 году использовал термин «перестановочный многогранник» («permutation polytope») для любого многогранника, вершины которого находятся во взаимно однозначном соответствии с перестановками некоторого множества.

## Свойства
- Перестановочный многогранник порядка n имеет n! вершин, каждая из которых соединена с n − 1 другими вершинами, так что общее число рёбер равно (n − 1)n!/2.
- Каждое ребро имеет длину √2 и соединяет две вершины, получающиеся друг из друга перестановкой двух координат при условии, что значения этих координат различаются на единицу.[2]

- Перестановочный многогранник имеет одну гипергрань для каждого непустого собственного подмножества S множества {1, 2, 3, …, n}, состоящую из всех вершин, у которых все координаты с номерами, вошедшими в S, имеют меньшие значения, чем все координаты с номерами, не вошедшими в S. Отсюда следует, что общее число гиперграней равно 2n − 2.

- Перестановочный многогранник является вершинно-транзитивным, а именно: симметрическая группа Sn действует на множестве вершин перестановочного многогранника посредством перестановок координат.

- Перестановочный многогранник является зонотопом; параллельная копия перестановочного многогранника может быть получена как сумма Минковского n(n − 1)/2 прямолинейных отрезков, соединяющих все пары векторов стандартного базиса.[3]

- Неориентированный граф, образованный вершинами и рёбрами перестановочного многогранника, изоморфен графу Кэли симметрической группы.[1]

### Замощение пространства

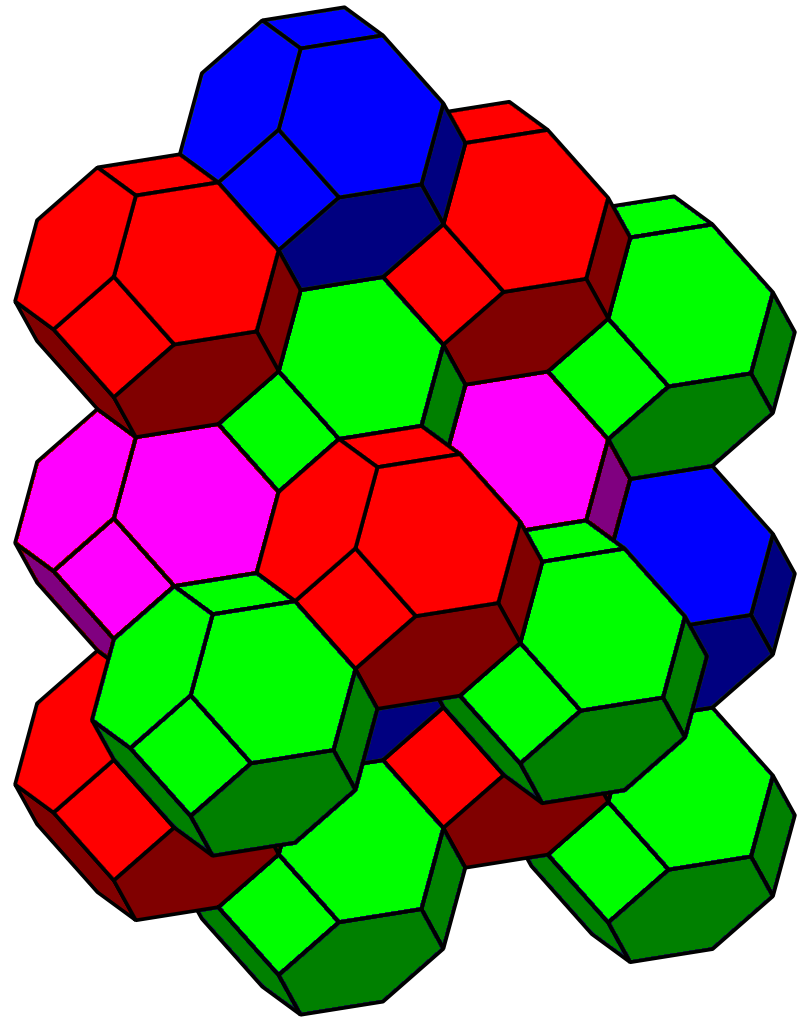
Замощение пространства перестановочными многогранниками

Перестановочный многогранник порядка n полностью содержится в (n − 1)-мерной гиперплоскости, состоящей из всех точек, сумма координат которых равна
1 + 2 + … + n = n(n + 1)/2.
Более того, эта гиперплоскость может быть замощена бесконечным количеством параллельных копий перестановочного многогранника. Каждая из этих копий отличается от исходного перестановочного многогранника на элемент некоторой (n − 1)-мерной решётки, образованной n-мерными векторами, все координаты которых целочисленные, их сумма равна нулю, причём все координаты принадлежат одному классу вычетов по модулю n:
x1 + x2 + … + xn = 0,     x1 ≡ x2 ≡ … ≡ xn (mod n).
Например, перестановочный многогранник порядка 4, изображённый на рисунке, замощает 3-мерное пространство посредством параллельных переносов.
Здесь 3-мерное пространство рассматривается как аффинное подпространство 4-мерноего пространства R4 с координатами x, y, z, w, которое образовано четвёрками вещественных чисел, сумма которых равна 10, то есть
x + y + z + w = 10.
Легко проверить, что для каждого из следующих четырёх векторов
(1,1,1,−3), (1,1,−3,1), (1,−3,1,1) и (−3,1,1,1),
сумма координат равна нулю и все координаты сравнимы с 1 по модулю 4. Любые три из этих векторов порождают решётку параллельных переносов.
Замощения, построенные таким способом из перестановочных многогранников порядка 3 и 4, являются
замощением правильными шестиугольниками и замощением усечёнными октаэдрами (англ.) соответственно.

## Галерея
| Порядок 2                                                                              | Порядок 3                                                                                              | Порядок 4                                                       |
| 2 вершины                                                                              | 6 вершин                                                                                               | 24 вершины                                                      |
| -------------------------------------------------------------------------------------- | --- | --------------------------------------------------------------- |
|                                                                                        | |                                                                 |
| Перестановочный многогранник порядка 2 — это отрезок на диагонали единичного квадрата. | Перестановочный многогранник порядка 3 — это правильный шестиугольник, являющийся сечением 2×2×2 куба. | Перестановочный многогранник порядка 4 — это усечённый октаэдр. |

| Порядок 5                               | Порядок 6                               |
| 120 вершин                              | 720 вершин                              |
| --------------------------------------- | --------------------------------------- |
|                                         |                                         |
| Перестановочный многогранник порядка 5. | Перестановочный многогранник порядка 6. |

## Замечания
1. 1 2  Günter M. Ziegler, `Lectures on Polytopes', Springer-Verlag, 1995.
2. ↑  P.Gaiha and S. K.Gupta, `Adjacent vertices on a permutohedron', SIAM Journal on Applied Mathematics, Vol. 32, issue 2, P. 323—327 (1977).
3. ↑  Günter M. Ziegler, `Lectures on Polytopes', Springer-Verlag, 1995. P. 200.